# Sol en llamas
Sol en llamas es una película de western mexicana de 1962 escrita y dirigida por Alfredo B. Crevenna y protagonizada por Antonio Aguilar, Maricruz Olivier, Irma Dorantes y Beatriz Aguirre.

## Trama
Narra hechos prerrevolucionarios en México, injusticias de hacendados hacia sus peones y como un hijo de hacendado renuncia a lujos y comodidades para buscar una calidad de vida igual para todos en la Revolución mexicana.

## Reparto
- Antonio Aguilar com José Antonio
- Maricruz Olivier como Isabel
- Irma Dorantes como Imelda
- Domingo Soler como Don Manuel
- Beatriz Aguirre como Elena
- Fernando Soler como Don Santiago
- Héctor Godoy como Santiago hijo
- José Chávez como Torbo
- Antonio Raxel como Esposo de Elena
- Lidia Franco como Paula, sirvienta
- Manuel Arvide como Teófilo
- Eduardo Moreno como Recién casado
- Gloria Leticia Ortiz como Recién casada
- Ángel Dupeyrón como Niño
- José Raúl Mena
- José Dupeyrón como Peón
- Manuel Sánchez Navarro como Don Federico
- Ana María Hernández
- Humberto Rodríguez como Tendero (no acreditado)